# Pałac Szeptyckich w Łaszczowie
Pałac Szeptyckich – pałac znajdujący się obecnie w stanie ruiny w mieście Łaszczów, w województwie lubelskim.
Pałac został pierwotnie zbudowany jako kolegium jezuickie. W dniu 15 września 1736 roku został położony kamień węgielny pod kościół, który miał być wybudowany na wzór kościoła jezuickiego w Krasnymstawie. Razem z budynkiem kościoła miało być zbudowane kolegium. Za autorów projektu uważani są Jezuici – Paweł Giżycki i Tomasz Żebrowski. W latach 1753–1758 budową kolegium kierował ówczesny superior F. Ignacy Grodzicki. Jednakże śmierć fundatora na wiele lat przerwała prace budowlane, ponieważ spadkobierca Franciszek Salezy Potocki zbudował najpierw kościół parafialny, istniejący do dziś, a dopiero od 1751 roku wspierał budowę świątyni jezuickiej. W 1756 roku została urządzona tymczasowa kaplica, zapewne w części budowanej świątyni. Jednocześnie jezuici wprowadzili się do części nowego gmachu.
Budynek ten został zbudowany na planie prostokąta, posiadał dwie kondygnacje, był podpiwniczony, miał fasadę zwróconą w stronę północną. Wszystkie pomieszczenia sklepione były kolebką z lunetami, natomiast korytarze były nakryte sklepieniami kolebkowo-krzyżowymi, opartymi na gurtach.
Jezuicka świątynia nigdy nie została ukończona, pomimo że w momencie kasaty zakonu w 1773 roku jej mury ukończone były w stanie surowym.
Nowy właściciel Łaszczowa Franciszek Łukawski w latach 1818–1819 rozebrał mury kościoła, natomiast siedzibę jezuitów przeznaczył na cele mieszkalne. Parter budynku został przeznaczony na siedzibę Sądu Gminnego, natomiast piętro do połowy XIX wieku zajmowała kolejna właścicielka Róża z Kosseckich, wdowa po Piotrze Szeptyckim razem z córką Michaliną Władysławową Komorowską. Po śmierci Szeptyckiej dawna siedziba jezuitów ponownie była pusta, aż do czasu osiedlenia się w Łaszczowie na stałe Aleksandra Szeptyckiego.
Podjęte prace adaptacyjne ograniczyły się do prac wewnątrz budynku. Została usunięta wtedy kuchnia z ogromnym paleniskiem i przesklepionymi piecami piekarniczymi. Przeniesiona została wtedy do oficyny bocznej, której nadbudowane zostało piętro. Zasadnicza przebudowa gmachu kolegium została przeprowadzona w latach 1911–1912. Była ona prowadzona według projektów architekta Teodora Talowskiego. Z tą przebudową jest związany także tomaszowski architekt Zwierzchowski, ale możliwe że kierował on tylko pracami budowlanymi. Podczas prowadzonych wtedy prac zostało dobudowane skrzydło boczne, nadając planowi budowli kształt litery T.
Ta całkowicie jeszcze nie ukończona siedziba została zniszczona przez pożar w dniu 29 czerwca 1915 roku, kiedy to wycofujące się wojska rosyjskie podłożyły ogień. W latach 1916–1917 najstarsza część budowli została zabezpieczona przez nakrycie prowizorycznym dachem, natomiast w 1926 roku zostało rozebrane nowe skrzydło, które zostało najbardziej uszkodzone przez pożar. Ocalała z pożaru oficyna w dwudziestoleciu międzywojennym pełniła funkcję zastępczego domu mieszkalnego.
W czasie II wojny światowej wojska niemieckie rozebrały resztki murów świątyni, a uzyskany materiał został przeznaczony na budowę drogi do Dołhobyczowa. Ruiny kolegium – pałacu nadal były puste i opuszczone. W takim stanie istnieją do dziś.